# شويحان طريفاوي (الرقة)
شويحان طريفاوي قرية سورية تتبع ناحية الكرامة في منطقة مركز الرقة في محافظة الرقة. بلغ عدد سكانها 688 نسمة في عام 2004 حسب إحصاء المكتب المركزي للإحصاء.